# Passato prossimo (película)
Passato prossimo es una película de humor italiana del año 2002, dirigida por Maria Sole Tognazzi y fue escrita por Daniele Prato.

## Reparto
La película fue interpretada, entre otros, por los actores:
- Claudio Santamaria: Andrea
- Gianmarco Tognazzi: Alberto
- Paola Cortellesi: Claudia
- Valentina Cervi: Carola
- Pierfrancesco Favino: Filippo
- Ignazio Oliva: Edoardo
- Claudio Gioè: Gianmaria
- Francesca Figus: Francesca
- Alessia Barela: Monica

## Premios
La directora ganó el premio Cordón de Plata a la mejor dirección, premio concedido por el Sindicato Nacional Italiano de Críticos Cinematográficos. 